# Nycteribia alternata
Nycteribia alternata är en tvåvingeart som beskrevs av Maa 1962. Nycteribia alternata ingår i släktet Nycteribia och familjen lusflugor. Inga underarter finns listade i Catalogue of Life.